# Tempe Pigott
Tempe Pigott, all'anagrafe Florence Edith Tempe (Londra, 2 ottobre 1884 – Los Angeles, 6 ottobre 1962), è stata un'attrice inglese che iniziò la sua carriera ai tempi del cinema muto.

## Biografia
Nata a Londra nel 1884, debuttò in teatro, lavorando prima in Australia poi negli Stati Uniti, dove recitò anche a Broadway nella pièce Perkins (1918), a fianco di Ruth Chatterton. Nel 1921, fece la sua prima apparizione sullo schermo in The Great Impersonation, un film della Famous Players-Lasky Corporation diretto da George Melford. 
Nella sua carriera, durata fino al 1950, prese parte - in ruoli di caratterista - a oltre settanta film. Viene ricordata, in particolare, per aver interpretato la madre di Gibson Gowland in Rapacità (1924) di Stroheim e per il ruolo della padrona di casa Mrs. Hawkins ne Il dottor Jekyll (1931). Fu tra gli interpreti di due delle versioni cinematografiche tratte da La fiera delle vanità: nel primo, la versione del 1923 di Hugo Ballin, impersonava la signora Sedley, nel secondo, Becky Sharp (1935) di Rouben Mamoulian, faceva la domestica.
Morì a 78 anni a Woodland Hills (Los Angeles), il 6 ottobre 1962.

## Filmografia
- The Great Impersonation, regia di George Melford (1921)
- The Masked Avenger, regia di Frank B. Fanning (1922)
- La fiera delle vanità (Vanity Fair), regia di Hugo Ballin (1923)
- The Rustle of Silk, regia di Herbert Brenon (1923)
- The Dawn of a Tomorrow, regia di George Melford (1924)
- Rapacità (Greed), regia di Erich von Stroheim (1924)
- The Narrow Street, regia di William Beaudine (1925)
- Without Mercy, regia di George Melford (1925)
- Lure of the Track, regia di J.P. McGowan (1925)
- Il pirata nero (The Black Pirate), regia di Albert Parker (1926)
- Calze di seta (Silk Stockings), regia di Wesley Ruggles (1927)
- Road House, regia di Richard Rosson (1928)
- Seven Days Leave, regia di Richard Wallace (1930)
- America or Bust, regia di Harry Delmar (1930)
- Il benemerito spiantato (Night Work), regia di Russell Mack (1930)
- Outward Bound, regia di Robert Milton e, non accreditato, Ray Enright (1930)
- Passione di mamma (Born to Love), regia di Paul L. Stein (1931)
- Devotion, regia di Robert Milton (1931)
- Il dottor Jekyll (Dr. Jekyll and Mr. Hyde), regia di Rouben Mamoulian (1931)
- Il dottor Miracolo (Murders in the Rue Morgue), regia di Robert Florey (1932)
- Almost Married, regia di William Cameron Menzies (1932)
- La follia della metropoli (American Madness), regia di Frank Capra e (non accreditati) Allan Dwan e Roy William Neill (1932)
- Se avessi un milione (If I Had a Million), regia di aa.vv. (1932)
- Cavalcata (Cavalcade), regia di Frank Lloyd (1933)
- Oliver Twist, regia di William J. Cowen (1933)
- Quartiere cinese (Limehouse Blues), regia di Alexander Hall (1934)
- Vanessa, Her Love Story, regia di William K. Howard (1935)
- La moglie di Frankenstein (Bride of Frankenstein), regia di James Whale (1935)
- Capriccio spagnolo (The Devil Is a Woman), regia di Josef Von Sternberg (1935)
- Il segreto del Tibet (Werewolf of London), regia di Stuart Walker (1935)
- Becky Sharp, regia di Rouben Mamoulian (1935)
- Calm Yourself, regia di George B. Seitz (1935)
- A Feather in Her Hat, regia di Alfred Santell (1935)
- La scomparsa di Stella Parish (I Found Stella Parish), regia di Mervyn LeRoy (1935)
- Kind Lady, regia di George B. Seitz (1935)
- Le due città (A Tales of Two Cities), regia di Jack Conway (1935)
- La vita del dottor Pasteur (The Story of Louis Pasteur)
- Lord Fauntleroy (Little Lord Fauntleroy), regia di John Cromwell (1936)
- Till We Meet Again, regia di Robert Florey (1936)
- L'angelo bianco (The White Angel), regia di William Dieterle (1936)
- Il piacere dello scandalo (Fools for Scandal), regia di Mervyn LeRoy (1938)
- Il ponte di Waterloo (Waterloo Bridge), regia di Mervyn LeRoy (1940)
- Perdutamente tua (Now, Voyager), regia di Irving Rapper (1942)
- Il ventaglio (The Fan), regia di Otto Preminger (1949)
- La campana del convento (Thunder on the Hill), regia di Douglas Sirk (1951)

## Teatro
- Perkins, di Douglas Murray (Broadway, 22 ottobre 1918)